# Konoša
Konoša (rusky Коноша)  je sídlo městského typu v severozápadním Rusku, v Archangelské oblasti. Je to důležitý železniční uzel na Pečorské dráze. Žije zde 10 317 obyvatel (2023).

## Geografie
Konoša se nachází na jihozápadě Archangelské oblasti, přibližně 400 km jižně od Archangelsku. Nejbližším městem od Konoši je Velsk, který je asi 100 km východně.
Osada je správním centrem stejnojmenného okresu.

## Etymologie
Název sídla je odvozen od jména řeky Konoša. Název řeky obsahuje dva prvky: -ša, což znamená voda v příslušných čudských jazycích, a -kon, kde je nejasný původ a význam. Pravděpodobně se jedná o staroslovanské slovo, pak může znamenat buď začátek nebo hranice.

## Historie
V roce 1894 bylo rozhodnuto o výstavbě železnice z Vologdy do Archangelsku, která měla vést přes území budoucí Konoše. V roce 1896 začala výstavba nádraží, kasáren a ubytovny pro železničáře. Na břehu Dolního jezera byla postavena čerpací stanice spolu s obytnou budovou, která stále ještě existuje. Tento rok je považován za založení Konoše. Dne 22. října 1898 byla slavnostně otevřena železniční stanice Konoša. V té době zde stálo již nádraží, dřevěné obytné domy a lázně.
V roce 1900 v Konoši bylo již 12 domů, z toho tři obchody.
V průběhu ruské občanské války byla Konoša pod kontrolou bolševiků a nedaleko ní byla frontová linie.
V roce 1931 získala Konoša status sídla městského typu a v roce 1935 se stala centrem nově založeného konošského okresu. Díky svému okresnímu postavení se Konoša v následujících letech rychle rozrůstala. Do začátku druhé světové války zde byla postavena poliklinika, elektrárna a větší množství obytných budov. Během druhé světové války procházela Konošou pečorská železnice, která sloužila jako zásobovací trasa pro ruské jednotky. Trať byla postavena především vězni z nedalekého gulagu.
Poválečné období bylo spojeno s rozvojem železničního dopravního uzlu a rozvíjelo se dřevorubectví a zemědělství.

## Hospodářství
Ekonomika Konoše je postavena především na železniční dopravě. Dalšími odvětvími hospodářství jsou lesnické podniky, dřevařství, automobilová doprava a potravinářský průmysl.

## Galerie

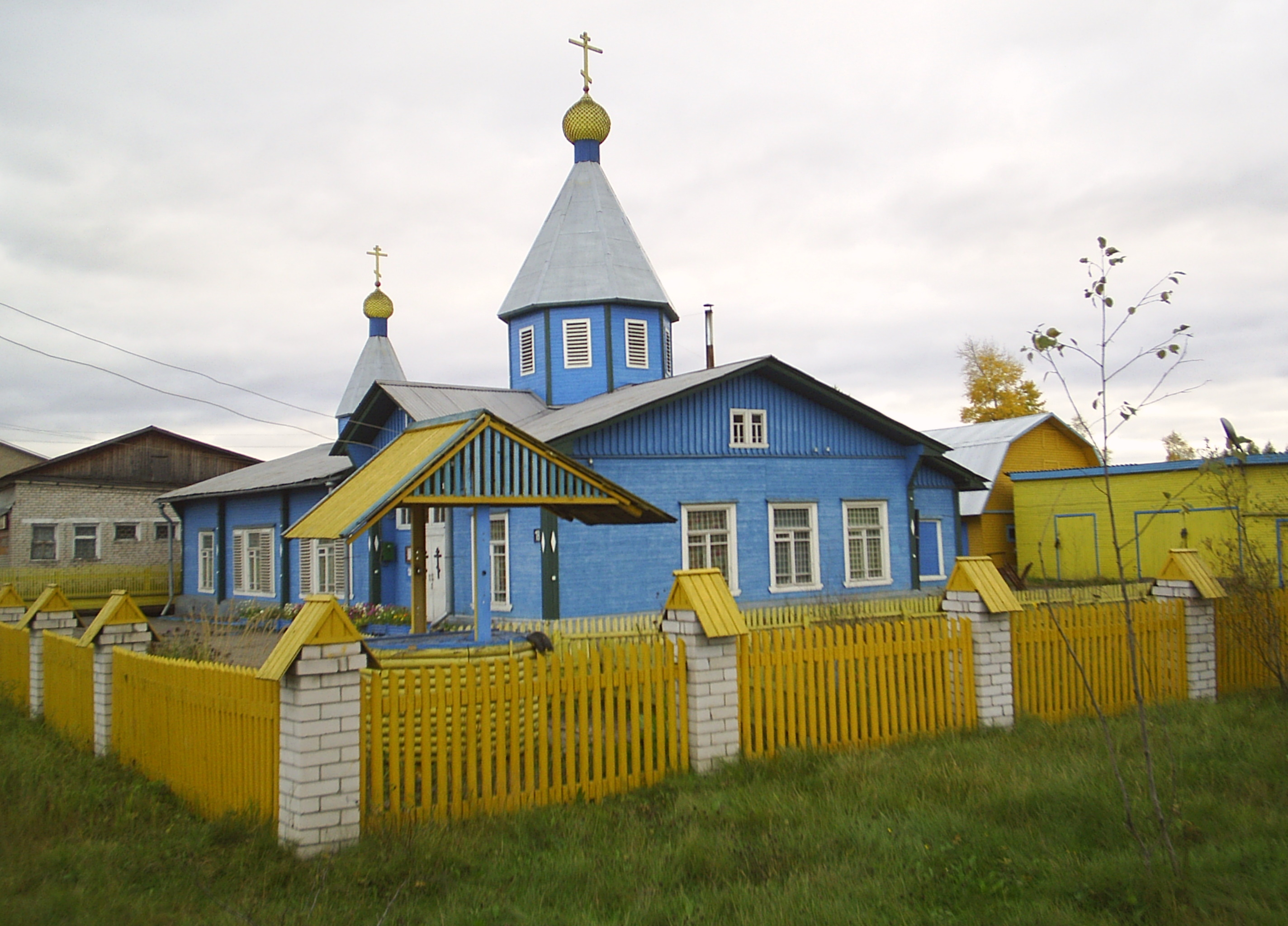
Kostel v Konoše (2010)
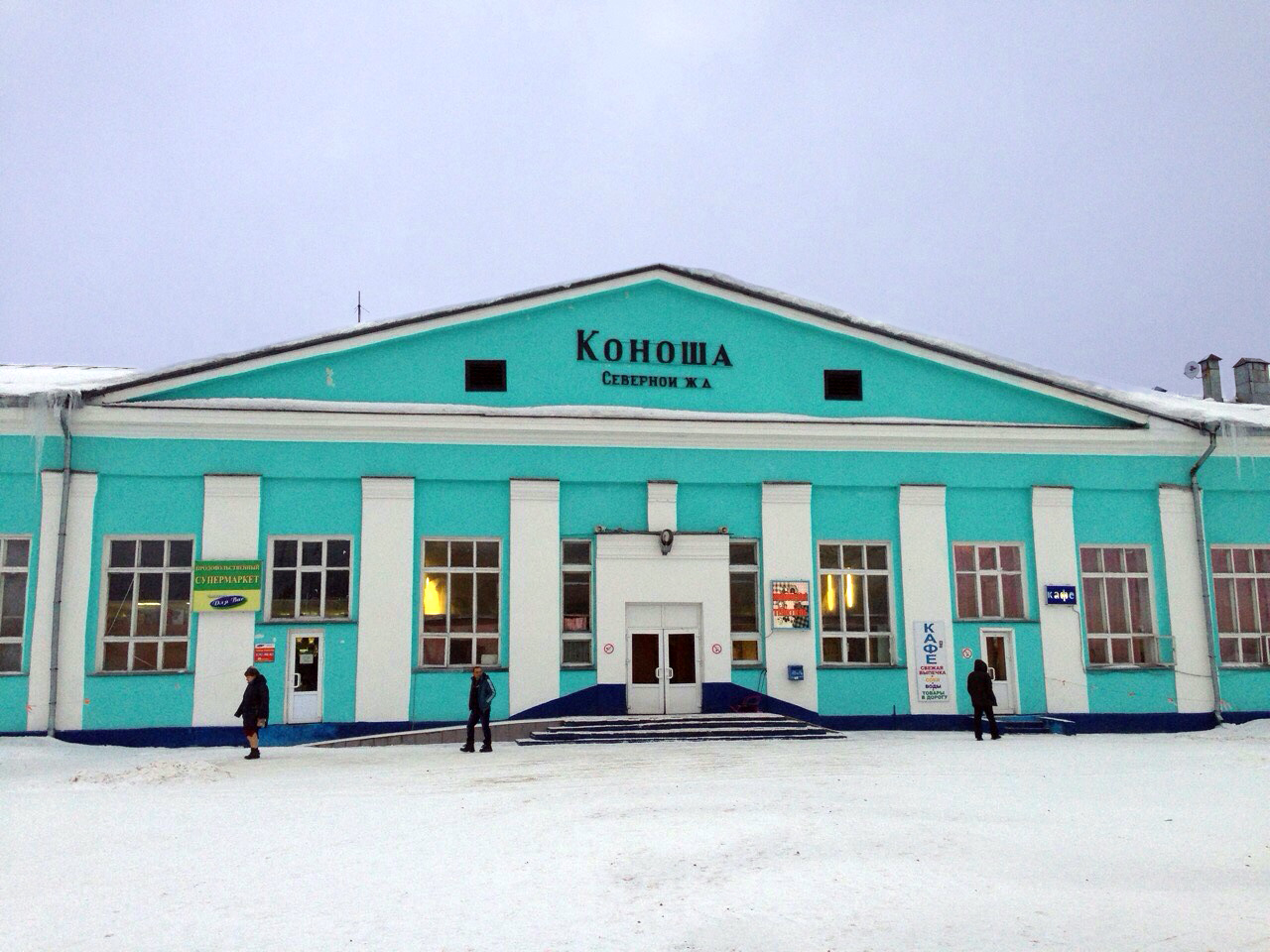
Konošská železniční stanice (2015)
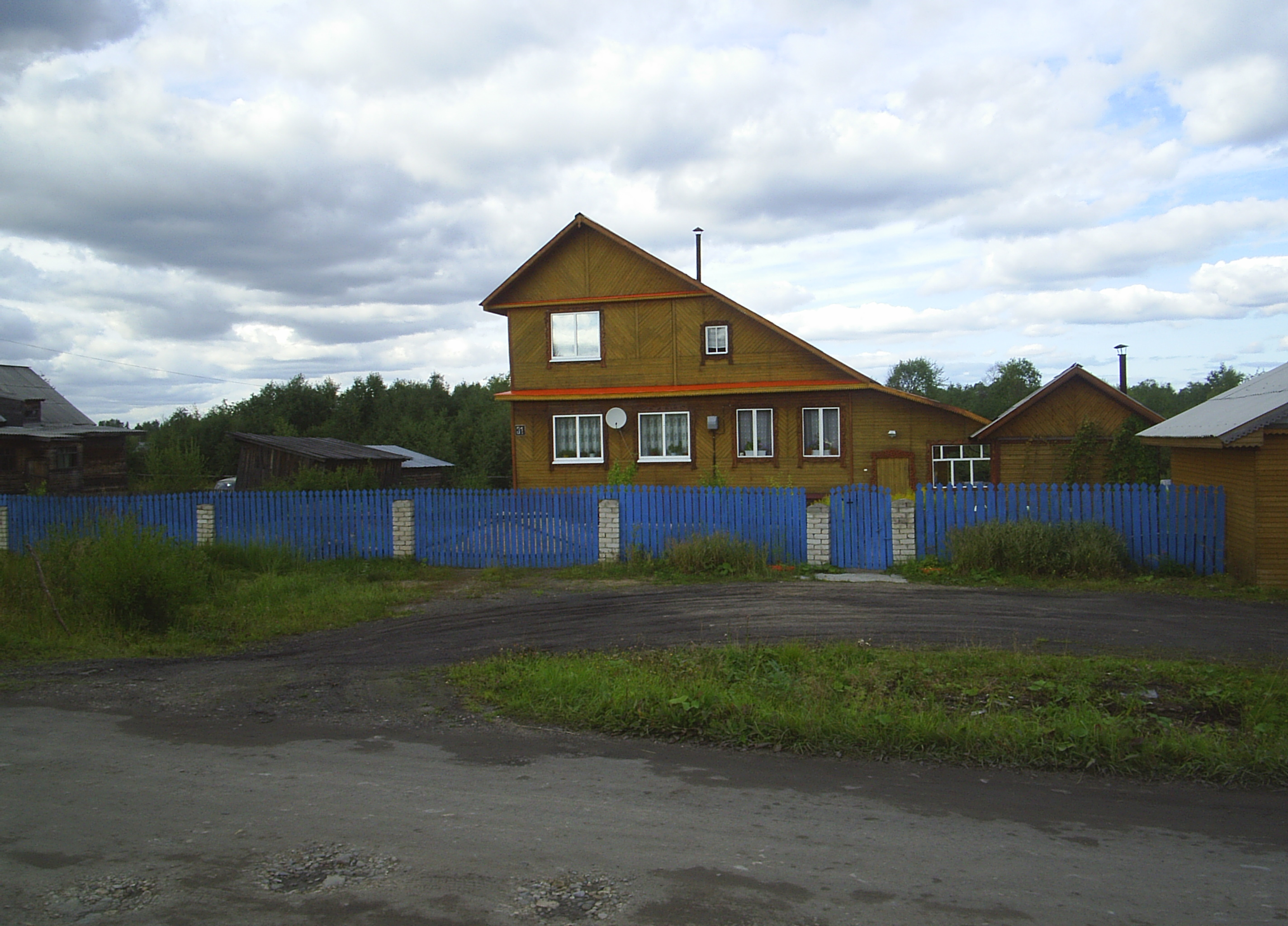
Dům na Olympijské ulici (2009)
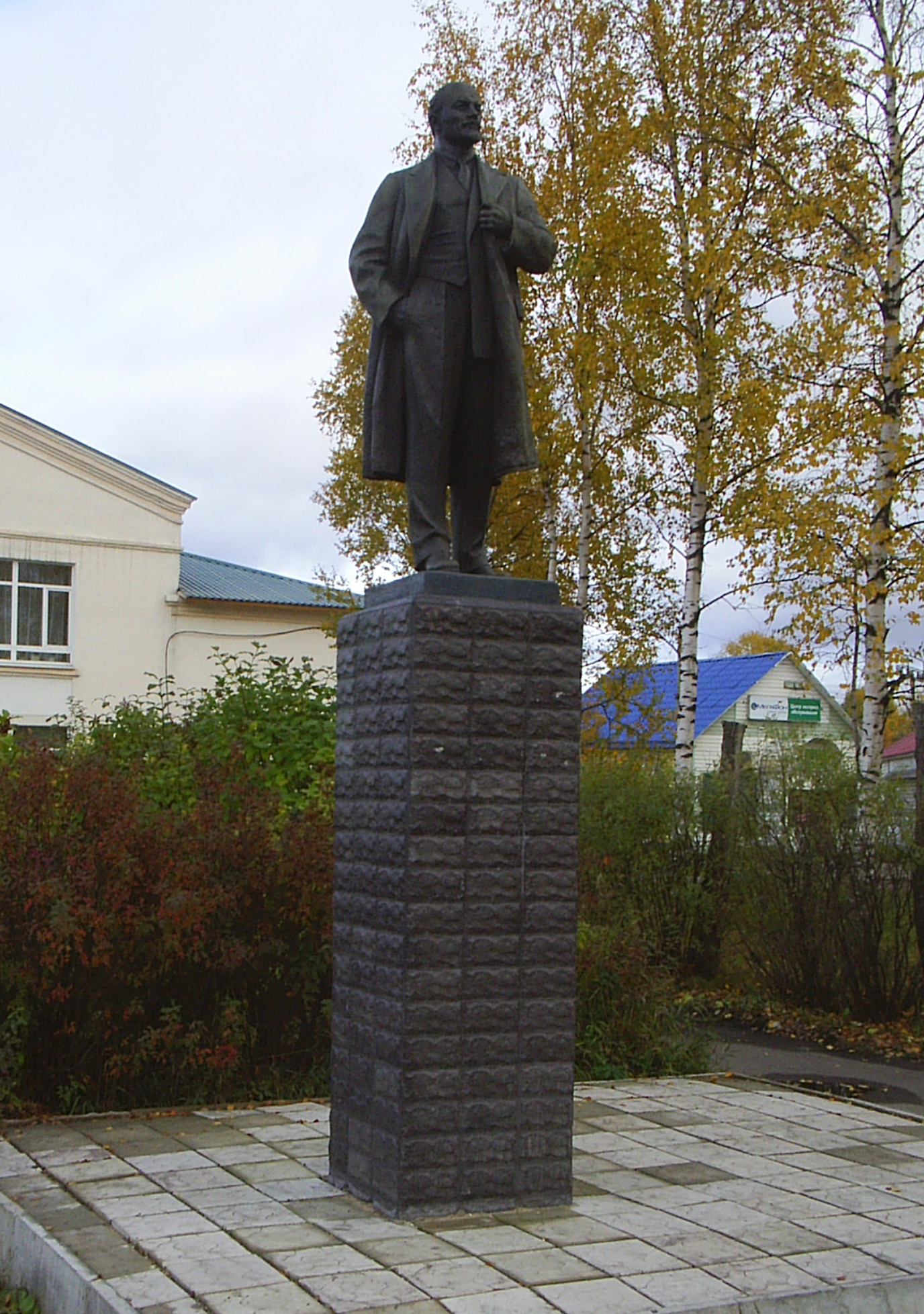
Leninova socha v Konoše (2010)
Konoša (2006)
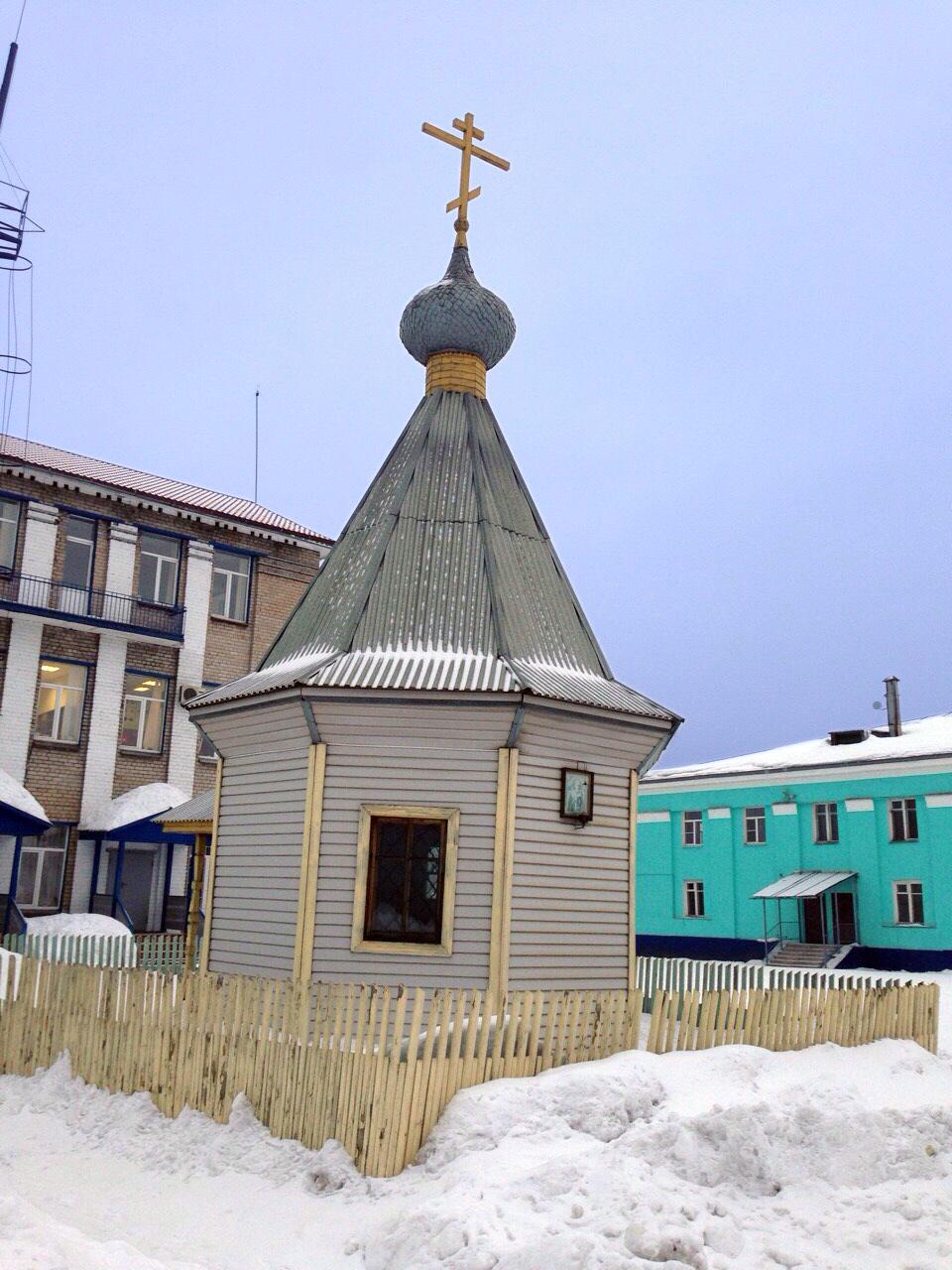
Kaple sv. Mikuláše v Konoše (2015)